# 塞雷赞德拉图尔
塞雷赞德拉图尔（法語：Sérézin-de-la-Tour，法語發音：[seʁezɛ̃ də la tuʁ]，意为“拉图尔的塞雷赞”）是法国伊泽尔省的一个市镇，属于拉图尔迪潘区。

## 地理
塞雷赞德拉图尔（45°33'27"N, 5°20'39"E）面积9.31 平方千米，位于法国奥弗涅-罗讷-阿尔卑斯大区伊泽尔省，该省份为法国东南部内陆省份，北起顺时针与安省、萨瓦省、上阿尔卑斯省、德龙省、阿尔代什省、卢瓦尔省和罗讷省。
与塞雷赞德拉图尔接壤的市镇（或旧市镇、城区）包括：塞雪、莱塞帕尔、尼沃拉-韦尔梅勒、吕伊-蒙索、圣维克托德塞雪、叙雪。

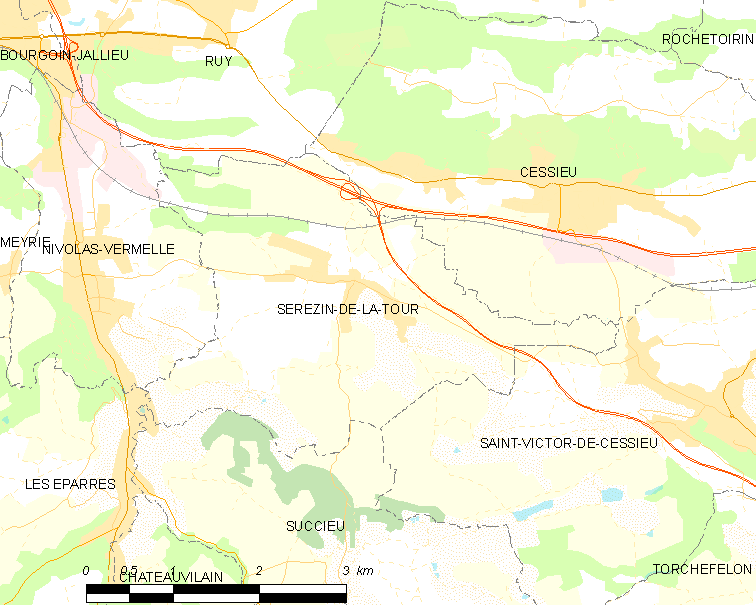
塞雷赞德拉图尔的OSM定位图

塞雷赞德拉图尔的时区为UTC+01:00、UTC+02:00（夏令时）。

## 行政
塞雷赞德拉图尔的邮政编码为38300，INSEE市镇编码为38481。

## 政治
塞雷赞德拉图尔所属的省级选区为布尔关雅略县。

## 人口

1962-2008年间塞雷赞德拉图尔人口变化图示

塞雷赞德拉图尔于2022年1月1日时的人口数量为1134人。